# Büntethetőséget kizáró okok
A büntethetőséget kizáró okok kimerítő (taxatív) felsorolása a magyar Büntető törvénykönyv 15. §-ában található:

„Az elkövető büntethetőségét, illetve a cselekmény büntetendőségét kizárja vagy korlátozza:
- a) a gyermekkor,
- b) a kóros elmeállapot,
- c) a kényszer és a fenyegetés,
- d) a tévedés,
- e) a jogos védelem,
- f) a végszükség,
- g) a jogszabály engedélye,
- h) a törvényben meghatározott egyéb ok.”

## Története
A büntethetőséget kizáró okok a korábbi Büntető Törvénykönyv (1978. évi IV. törvény) általános részének III. fejezetében (A büntetőjogi felelősségre vonás akadályai), az I. címnél voltak felsorolva.

## Büntethetőségi akadályrendszer
A büntethetőség a bűncselekmény elkövetése miatti büntetőjogi felelősségre vonás lehetőségét jelenti. A büntethetőség érvényesülését különböző körülmények akadályozhatják. A büntethetőség alapvető feltétele egy bűncselekmény megvalósulása. A bűncselekmény létrejöttének is vannak feltételei: a cselekmény társadalomra veszélyessége, a törvény által büntetni rendeltsége (tényállásszerűség), illetve az elkövető bűnössége. Ezeknek a feltételeknek a hiánya kizárja a bűncselekmény megállapítását, így a felelősségre vonás lehetőségét is.
A büntethetőségnek további akadályai is vannak. Ezekben közös a következményük: fennállásuk esetén kizárt a felelősségre vonás lehetősége; jogi természetük különböző, ezért különböző csoportokba soroljuk őket:
- büntethetőséget kizáró okok,
- büntethetőséget megszüntető okok és
- büntetőeljárás lefolytatását akadályozó okok.

### Elsődleges büntethetőség kizárása
Elsődleges büntethetőséget kizáró okokról beszélünk, amikor magának a bűncselekménynek a tényét zárjuk ki. Ezek az okok két fő kategóriára oszthatók:
1. Jogellenességet kizáró okok:
2. Bűnösséget kizáró okok:

### Másodlagos büntethetőségi akadályok
Másodlagos büntethetőségi akadályokról beszélünk, amikor a cselekmény bűncselekménynek minősül, de valamiért nem büntethető. A büntetőjog ebben az esetben is két fő kategóriát különböztet meg:
1. Másodlagos büntethetőséget kizáró okok:
2. Másodlagos büntethetőséget megszüntető okok: